# Cuerpo Comisionado del Servicio de Salud Pública de Estados Unidos
El Cuerpo Comisionado del Servicio de Salud Pública de los Estados Unidos (PHSCC), también conocido como el Cuerpo Comisionado del Servicio de Salud Pública de los Estados Unidos, es el servicio uniformado federal del Servicio de Salud Pública de los Estados Unidos (PHS) y uno de los ocho servicios uniformados del Estados Unidos. La misión principal del cuerpo comisionado es la protección, promoción y avance de la salud y la seguridad del público en general.
Junto con el Cuerpo de Oficiales Comisionados de la NOAA, el Cuerpo de Oficiales Comisionados del Servicio de Salud Pública es uno de los dos servicios uniformados que consisten solo en oficiales comisionados y no tiene rangos de alistados o suboficiales, aunque los suboficiales han sido autorizados para su uso dentro del servicio. Los oficiales de los cuerpos comisionados se clasifican como no combatientes, a menos que el presidente les indique que sirvan como parte de las fuerzas armadas o que estén asignados a una rama de servicio de las fuerzas armadas.  Los miembros del cuerpo comisionado usan uniformes inspirados en la Marina de los Estados Unidos y la Guardia Costera de los Estados Unidos, con insignias especiales del Cuerpo Comisionado del PHS, y tienen rangos navales equivalentes a los oficiales de la Marina y la Guardia Costera, junto con los correspondientes títulos médicos en servicio. Los oficiales del cuerpo comisionado generalmente reciben sus comisiones a través del programa de comisionamiento directo del cuerpo comisionado.
Al igual que con su división matriz, el Servicio de Salud Pública, el cuerpo comisionado está bajo la dirección del Departamento de Salud y Servicios Humanos de los Estados Unidos. El cuerpo comisionado está dirigido por el cirujano general, que tiene el rango de vicealmirante.  El cirujano general informa directamente al subsecretario de salud del Departamento de Salud y Servicios Humanos. El subsecretario de salud podrá ser designado con el grado de almirante si además es oficial uniformado en servicio del cuerpo comisionado.

## Historia
El Cuerpo Comisionado del Servicio de Salud Pública tuvo sus inicios con la creación del Fondo Hospitalario de la Marina en 1798, que luego se reorganizó en 1871 como Servicio Hospitalario de la Marina. El Servicio de Hospital Marítimo se encargó del cuidado y mantenimiento de los marineros mercantes, pero a medida que el país crecía, también lo hacía la misión en constante expansión del servicio. El Marine Hospital Service pronto comenzó a asumir nuevos roles de salud en expansión que incluían iniciativas de salud que protegían el comercio y la salud de América. Uno de esos roles era la cuarentena.
John Maynard Woodworth, un famoso cirujano del Ejército de la Unión que sirvió bajo el mando del general William Tecumseh Sherman, fue designado en 1871 como cirujano supervisor. El título de Woodworth se cambió más tarde a "Supervisor de Cirujano General", que más tarde se convirtió en Cirujano General. A Woodworth se le atribuye la creación formal del cuerpo comisionado. Woodworth organizó el personal médico del Servicio de Hospitales Marinos a lo largo de la estructura militar del Ejército en 1889 para facilitar una fuerza móvil de profesionales de la salud que pudiera trasladarse según las necesidades del servicio y del país. Estableció estándares de citas y diseñó el heraldo del Servicio de Hospital Marino de un ancla y un caduceo enredados. Más tarde ese año de 1889, el presidente Grover Cleveland promulgó una ley que estableció formalmente el moderno Cuerpo Comisionado del Servicio de Salud Pública (entonces el Servicio de Hospital Marino bajo el Cirujano Supervisor (más tarde Cirujano General)). Inicialmente abierto solo a médicos, a lo largo del siglo XX, el Cuerpo se expandió a 11 carreras en una amplia gama de especialidades para incluir veterinarios, dentistas, terapeutas ocupacionales, fisioterapeutas, ingenieros, farmacéuticos, enfermeras, especialistas en salud ambiental, científicos , dietistas y otros profesionales de la salud afines.
Hoy en día, el cuerpo comisionado está bajo el Servicio de Salud Pública de los Estados Unidos (PHS), una agencia importante ahora del Departamento de Salud y Servicios Humanos de los Estados Unidos (HHS), establecida por el Congreso en 1979–1980. Se estableció anteriormente en 1953 como el Departamento de Salud, Educación y Bienestar de los EE. UU. (HEW), y todavía está dirigido por el cirujano general. El cuerpo comisionado asigna oficiales a todos los demás servicios uniformados según las necesidades médicas o de salud de cada servicio.
En la década de 1980, el uso de uniformes en el día a día no se practicaba de manera constante. En 1987, el Cirujano General C. Everett Koop abogó por el uso constante del uniforme mientras estaba de servicio, aunque permitió que las agencias individuales determinaran sus propios requisitos. En 2004, el Cirujano General Richard Carmona hizo obligatorio el uso de uniformes siempre que los oficiales estuvieran de servicio.
La Ley de Protección al Paciente y Cuidado de Salud a Bajo Precio de 2010 estableció un Cuerpo de Reserva Listo para el PHSCC, pero los errores técnicos en la legislación impidieron que se implementara hasta que se corrigieron los errores en la Ley CARES del 2020.
Según 5 U.S.C. § 8331, el servicio en el Cuerpo Comisionado del Servicio de Salud Pública de los EE. UU. después del 30 de junio de 1960, se considera servicio militar a efectos de jubilación. Bajo 42 U.S.C. § 213, el servicio activo en el Cuerpo Comisionado del Servicio de Salud Pública de los EE. UU. se considera servicio militar activo a los efectos de la mayoría de los beneficios de los veteranos y de las leyes contra la discriminación.

## Propósito
La misión declarada del cuerpo comisionado del Servicio de Salud Pública de EE. UU. es "Proteger, promover y promover la salud y la seguridad de la nación" de acuerdo con los cuatro valores fundamentales del cuerpo comisionado: liderazgo, excelencia, integridad y servicio. Los oficiales ejecutan la misión del cuerpo comisionado de las siguientes maneras:
- Ayudar a brindar atención médica y servicios relacionados con poblaciones médicamente desatendidas: nativos americanos, nativos de Alaska y otros grupos de población con necesidades especiales;
- Prevenir y controlar enfermedades, identificar peligros para la salud en el medio ambiente y ayudar a corregirlos, y promover estilos de vida saludables para los ciudadanos de la nación;
- Mejorar la salud mental de la nación;
- Garantizar que los medicamentos y los dispositivos médicos sean seguros y eficaces, que los alimentos sean seguros y saludables, que los cosméticos sean inofensivos y que los productos electrónicos no expongan a los usuarios a cantidades peligrosas de radiación;
- Llevar a cabo y apoyar investigaciones biomédicas, conductuales y de servicios de salud, y comunicar los resultados de la investigación a los profesionales de la salud y al público; y
- Trabajar con otras naciones y agencias internacionales sobre problemas de salud global y sus soluciones.

A partir de 2019, la agencia más común para los oficiales del cuerpo comisionados fue el Servicio de Salud de la India, seguida de la Administración de Alimentos y Medicamentos y luego los Centros para el Control y la Prevención de Enfermedades. El aumento de los beneficios y la paga de los oficiales comisionados del cuerpo se considera especialmente beneficioso para el Servicio de Salud Indígena, donde el reclutamiento es difícil debido a la ubicación remota de muchos de sus trabajos.
Además, el cuerpo comisionado proporciona oficiales (oficiales médicos, oficiales dentales, terapeutas, oficiales de salud ambiental, etc.) a otros servicios uniformados, principalmente la Guardia Costera de los Estados Unidos y el Cuerpo de Oficiales Comisionados de la Administración Nacional Oceánica y Atmosférica (Cuerpo NOAA), que no comisionen a sus propios oficiales médicos o dentales. El Cuerpo Comisionado proporciona una cantidad de oficiales para apoyar a la Guardia Costera en todo el país, incluso dentro del liderazgo superior de la Guardia Costera: El oficial médico en jefe de la Guardia Costera es un contraalmirante en el Cuerpo Comisionado del Servicio de Salud Pública.
Los oficiales del cuerpo comisionado también pueden ser asignados a otras agencias gubernamentales de los EE. UU., incluido el Departamento de Defensa, TRICARE, el Departamento de Justicia (Oficina Federal de Prisiones), el Departamento de Estado, el Departamento de Seguridad Nacional y el Departamento del Interior (Oficina Nacional). Servicio de Parques). Los oficiales del Cuerpo Comisionado pueden desarrollar memorandos de entendimiento (MOU) individuales con otras organizaciones, incluidas las agencias de salud estatales y locales y las organizaciones no gubernamentales (ONG).
El cuerpo comisionado a menudo es llamado por otras agencias federales, estatales y locales para ayudar y aumentar en momentos en que los recursos de esas agencias están abrumados. Estas respuestas son designadas como despliegues por el Cuerpo Comisionado, si el despliegue está fuera de las funciones normales del oficial, y coordinadas a través de la Rama de Preparación y Despliegue (RDB) del Cuerpo Comisionado en el Cuartel General del Cuerpo Comisionado (CCHQ). Las implementaciones pueden ser para necesidades técnicas en entornos estándar o, en caso de desastres, en entornos austeros.
El cuerpo comisionado puede ser militarizado por una ley del Congreso o por orden ejecutiva del Presidente de los Estados Unidos, no solo en tiempo de guerra, sino también en "una emergencia que involucre la defensa nacional proclamada por el Presidente". . 42 USC § 217 establece:

En tiempo de guerra, o de emergencia de la defensa nacional proclamada por el Presidente, éste podrá por decreto ejecutivo declarar servicio militar al cuerpo comisionado del Servicio. Tras tal declaración, y durante el período de tal guerra o tal emergencia o parte de la misma que prescriba el Presidente, el cuerpo comisionado (a) constituirá una rama de las fuerzas terrestres y navales de los Estados Unidos, (b) deberá, en la medida prescrita por los reglamentos del Presidente, estar sujetos al Código Uniforme de Justicia Militar, 10 U.S.C. § 801 et seq., y (c) continuarán operando como parte del Servicio excepto en la medida en que el Presidente pueda dirigir como Comandante en Jefe.

La militarización importante del Cuerpo Comisionado ocurrió durante la Segunda Guerra Mundial (1941-1945) y la Guerra de Corea (1950-1953).